# János evangéliuma

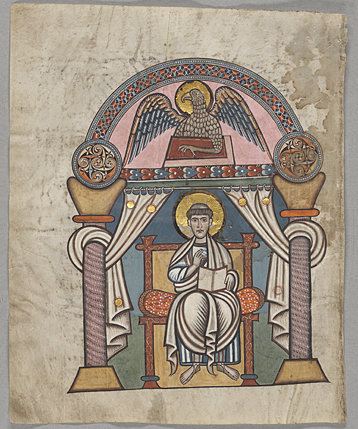
János apostol ábrázolása a stockholmi Arany Kódexben

A János evangéliuma az Újszövetség negyedik könyve, a négy kanonikus evangélium egyike. Nagy mértékben eltér a másik három evangéliumtól. 

## Keletkezése és szerzője

### Modern kori kutatások alapján
János evangéliuma Kr.u. 90–110 körül érte el végső formáját. A másik három evangéliumhoz hasonlóan ez is névtelen, bár egy meg nem nevezett "tanítványt, akit Jézus szeretett" azonosít szerzőként. 
Valószínűleg egy "jánosi közösségen" belül keletkezett, és – mivel stílusában és tartalmában szorosan kapcsolódik a három jánosi levélhez – a legtöbb tudós a négy könyvet a Jelenések könyvével együtt a jánosi irodalom termékeként kezeli, de nem ugyanattól a szerzőtől.

### A hagyomány alapján
A hagyomány szerint szerzője János evangélista, aki ezen kívül még három apostoli levél és a hagyomány szerint A jelenések könyve szerzője is. 
A régi keresztény hagyomány 3 azonosítást tartalmaz: 
1. A szerző = a szövegben név nélkül említett "tanítvány, akit Jézus szeretett" (pl. Jn 13,23) 
2. A szerző = a 12 apostol egyike, János apostol; 
3. Tehát János apostol = a "tanítvány, akit Jézus szeretett".
E három közül a 2. és 3. állítást a modern kommentárok általában elvetik, az 1. viszont tartja magát, pl. Kocsis Imre kommentárjában is. A következőkben ezt a bemutatást foglaljuk össze. A "szeretett tanítvány" Papiász püspök szerint egy bizonyos "János presbiter", akit Paiász nem azonosít az apostollal. Ő alapíthatta azt a "jánosi közösséget" vagy "jánosi iskolát", amely a "szeretett tanítvány" tanúságtételét megőrizte. Eszerint a modell szerint a könyv törzsanyagát, a "Jelek könyvét" és a "Dicsőség könyvét" (lásd lent) a "szeretett tanítvány" írta (vagy diktálta). Biztos ugyanakkor, hogy maga a közösség is aktív volt irodalmilag, és kiegészítette a szövegtörzset. A bevezető "Logosz-himnusz" a közösség egy istentiszteleti éneke lehetett, miután pedig a 20. fejezet végén a törzsszöveg lezárulni látszik, a 21. fejezet egy nyilvánvaló függelék, amelynek a végén megszólal a szeretett tanítvány utóda, magát elkülönítve a szövegtörzs szentírójától: Jn 21,24-25 "Ez az a tanítvány [ő], aki tanúságot tesz mindezekről, és aki ezeket [az eddigieket] írta. Tudjuk [mi], hogy igaz az ő tanúsága. [25] Van még sok egyéb is, amit Jézus tett, s ha azokat egyenként mind megírnák, úgy gondolom [én, az utód], az egész világ sem tudná befogadni a könyveket, amelyeket írni kellene."
Ilyen módon az evangélium megszületéséhez vezető irodalmi folyamat lezárulása Krisztus születése utáni 100 körülre tehető. Említést érdemel ugyanakkor a házasságtörő asszony története, amely egy utólagos betoldás a 8. fejezetbe: vannak olyan ősi kéziratok, amelyek nem tartalmazzák. Így a betoldás a II. század elején-közepén történhetett. Valószínűleg a rövid történet megőrzését akarták biztosítani azzal, hogy beillesztették egy hosszabb szövegbe.
Kocsis Imre elfogadja, hogy az 1-3 Jn levelet ill. a Jelenések könyvét ugyanez a közösség írta, és a Jelenések könyve megírásának a helyszíne jól azonosítható Patmosz szigetén, mivel ezt maga a szentíró említi (Jel 1,9). 
A Patmoszhoz közeli ókori nagyváros Efezus, így Efezust tekinthetjük a közösség lakóhelyének, és a János evangélium születési helyének.

## Célja
A célja a gyülekezetek számára egyfajta erőt adó örömhír (latinul evangélium). Jézust úgy mutatja be, hogy ő maga Isten, aki azért jött el, hogy kegyelmet hozzon mindazok számára, akik elfogadják a bizonyságtételét.

## Tartalom

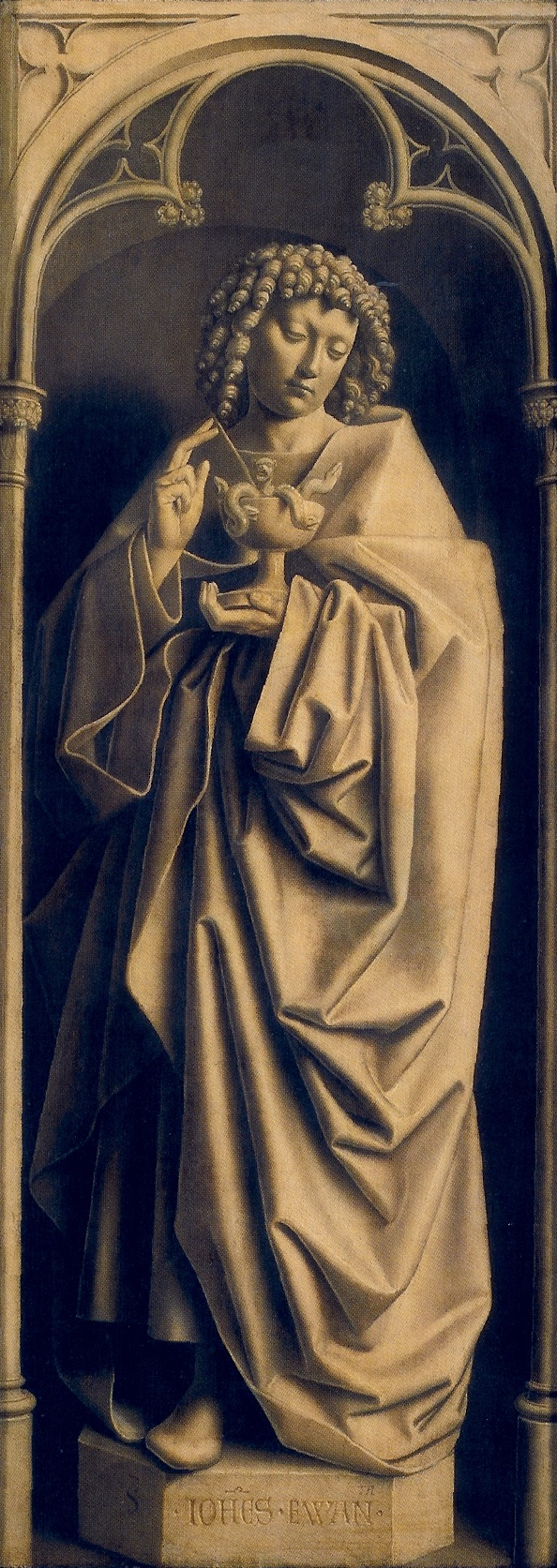
János evangélista ábrázolása a genti szárnyas oltár egy tábláján

Az evangélium egy teológiailag nagyon fontos, és szép dicsőítéssel, a "Logosz-himnusszal" kezdődik, mely egyrészt bizonyítja Jézus preegzisztens létezését, másrészt megmutatja azt, hogy Jézus Isten megtestesüléseként jelent meg a Földön.
- 1, 1-18: A Logosz-himnusz
- 1, 19-58: Keresztelő János, és Jézus első tanítványai

Az első egységet C.H.Dodd beosztása szerint, amit sok modern kommentár átvett, szokták "a jelek könyvének" is nevezni (2-12. fej.), mivel Jézus megmutatja isteni erejét, hogy ezzel az embereket még jobban az Örökkévaló felé irányítsa az igaz hit segítségével.
- 2. fej.: A kánai menyegző (1. jel), a templom megtisztítása
- 3. fej.: Jézus és Nikodémosz, János intelmei tanítványainak
- 4. fej.: Jézus és a szamáriai asszony, a pogány tisztviselő fiának gyógyulása (2. jel)
- 5. fej.: A beteszdai gyógyítás (3. jel)
- 6. fej.: A kenyérszaporítás (4. jel), a vihar lecsendesítése (5. jel) és az eucharisztikus beszéd
- 7. fej.: Jézus a sátorok ünnepén prédikál
- 8. fej.: A házasságtörő asszony, Jézus prédikál a zsidóknak
- 9. fej.: A vakonszületett meggyógyítása (6. jel)
- 10. fej.: Jézus a jó pásztor, vitázik a zsidókkal a Chanuka (felavatás) ünnepén
- 11. fej.: Lázár feltámasztása (7. jel), a Szanhedrin halálos ítélete Jézus ellen
- 12. fej.: A betániai megkenetés, bevonulás Jeruzsálembe, Jézus halálának teológiai értelme

A második egység - tartalmát tekintve - "a szenvedés és dicsőség könyve" (13-21. fej.) elnevezést kapta, mivel központi eseménye az emberiség megváltásáért hozott keresztáldozat, melynek hozománya a dicsőség, vagyis Krisztus feltámadása lesz.
- 13. fej.: Az utolsó vacsora, lábmosás, Júdás árulásának megjövendölése, a szeretet parancsa
- 14 - 16. fej.: az utolsó beszéd (A Szentlélek ígérete, üldözések megjövendölése, kitartás Krisztusban, a viszontlátás öröme)
- 17. fej.: Jézus utolsó (főpapi) imája az apostolokért, a világért, a hívekért
- 18. fej.: Jézus elfogása, tárgyalása a zsidó hatóságok előtt, átadatása a rómaiaknak
- 19. fej.: Jézus kigúnyolása, halálos ítélete, megfeszítése és halála, temetése
- 20. fej.: Az üres sír, Jézus megjelenik követőinek
- 21. fej.: Jézus Tibériás tavánál, Péter megbizatása, az evangélium lezárása

## Lásd még
- Újszövetség
- Biblia

## Külső hivatkozások
- János evangéliuma – teljes szöveg, hu.wikibooks.org
- János evangéliuma a Magyar Elektronikus Könyvtár oldalán
- János evangéliuma – teljes szöveg, többféle fordításban (Biblia fordítások - Károli Biblia), immanuel.hu/biblia/biblia.php